# Medal im. Andrzeja Waksmundzkiego
Medal im. Andrzeja Waksmundzkiego – honorowe wyróżnienie nadawane od roku 2001 za osiągnięcia z zakresu chromatografii i technik pokrewnych, przyznawane corocznie za wybitne osiągnięcia naukowe w dziedzinie chromatografii przez Komitet Chemii Analitycznej Polskiej Akademii Nauk (KChA PAN) na podstawie nominacji Komisji Analizy Chromatograficznej i Technik Pokrewnych KChA PAN.

## Andrzej Waksmundzki
Decyzja Komisji Analizy Chromatograficznej i Komisji Analizy Powietrza i Gazów Komitetu Chemii Analitycznej o ufundowaniu Medalu, podjęta w roku 2001, była uhonorowaniem osiągnięć prof. dr hab. Andrzeja Waksmundzkiego (1910–1998) w zakresie badań naukowych, dotyczących przede wszystkim zjawisk powierzchniowych, w tym głównie adsorpcji i chromatografii, oraz w zakresie kształcenia specjalistów w tej dziedzinie. Andrzej Waksmundzki był wieloletnim pracownikiem Uniwersytetu Marii Skłodowskiej-Curie w Lubline, autorem wielu podręczników, skryptów i artykułów naukowych na temat chromatografii, inicjatorem i organizatorem ogólnopolskich Kursów Chromatografii Gazowej (organizowanych pod egidą Komitetu Chemii Analitycznej PAN), popularyzatorem chromatografii w kraju i za granicą.
W roku 2006 uroczystość nadania odznaczenia rektorowi Akademii Medycznej w Gdańsku, Romanowi Kaliszanowi, prof. Bogusław Buszewski powiedział m.in.:

Prof. Andrzej Waksmundzki był wybitnym fizykochemikiem, profesorem UMCS w Lublinie. Założycielem słynnej Szkoły Chromatograficznej, przez co nazywany jest ojcem polskiej chromatografii. To profesor profesorów. Słowem MISTRZ. Z punktu widzenia chemii analitycznej można powiedzieć, że prof. Waksmundzki jest dla nas materiałem referencyjnym, nie tylko jako uczony, ale jako człowiek. Prawdziwy AUTORYTET.

## Opis wyglądu
Jest to medal kolisty w części górnej i nieregularny w części dolnej. Na awersie znajduje się popiersie prof. Andrzeja Waksmundzkiego, z tłem nawiązującym do widoków Podhalańskich, otoczone w górnej części napisem: „prof. dr hab. ANDRZEJ WAKSMUNDZKI 1910–1998”. Na rewersie wewnątrz pola jest umieszczona łamana linia, symbolizująca chromatogram, przedstawiony nad powierzchnią sorbentu, a nad nią – napis w sześciu wierszach: „KOMITET CHEMII ANALITYCZNEJ – POLSKA AKADEMIA NAUK”. Na górnej części obwodu znajduje się napis: „KOMISJA ANALIZY CHROMATOGRAFICZNEJ”

## Lista nagrodzonych
Medal im. Andrzeja Waksmundzkiego otrzymali:
2020
Prof. dr hab. inż. Joanna Kałużna-Czaplińska, Łódź
Dr. Eng. Vaclav Kaṧička, Czechy
2019
Prof. dr hab. inż Piotr P. Wieczorek, Opole
Prof. Dr. Luigi Mondello, Włochy
2018
Prof. dr. hab. inż. Henryk Jeleń, Poznań
Prof. Dr. Oliver Schmitz, Niemcy
2017
Prof. dr hab. Michał Markuszewski, Gdańsk
2016
Prof. dr hab. Marek Trojanowicz, Warszawa
Prof. Dr. Günther Bonn, Austria
2015
Prof. dr hab. Edward Bald, Łódź
Prof. Dr. Tadeusz Górecki, Kanada
2014
Prof. dr hab. inż. Adam Voelkel, Poznań
Prof. Dr Klaus K. Unger, Niemcy
2013
Prof. dr hab. Wiesław Wasiak, Poznań
Prof. Dr. Anton Amann, Austria
2012
Prof. dr hab. Krzysztof Kaczmarski,
Prof. Dr. Francesco Dondi, Włochy
2011
Prof. dr hab. inż. Jacek Nawrocki, Poznań
Prof. Dr. Attila Felinger, Węgry
Wydział Chemii UMCS w Lublinie
Wydział Farmaceutyczny UM w Lublinie
2010
Prof. dr hab. Maciej Jarosz, Warszawa
Prof. Dr. Pavel Jandera, Czechy
2009
Prof. dr hab. Rajmund Dybczyński, Warszawa
Prof. Dr. Georges Guichon, USA
2008
Prof. dr hab. Irena Staneczko-Baranowska, Gliwice
Prof. Dr. Josef Lehotay, Słowacja
2007
Prof. dr hab. Kazimierz Głowniak, Lublin
Prof. dr hab. inż. Janusz Pawliszyn, Kanada
2006
Prof. dr hab. inż. Tadeusz Paryjczak, Łódź
Prof. dr hab. Mieczysław Jaroniec, USA
2005
Prof. dr hab. Roman Kaliszan, Gdańsk
Dr. Lyod Snyder, USA
2004
Prof. dr hab. Andrzej Stołyhwo, Gdańsk
Prof. Dr. Klaus Albert, Niemcy
Dr Hans-Peter Sheffer, Austria
2003
Prof. dr hab. Roman Leboda, Lublin
Prof. dr hab. Jerzy Kowalczyk, Gdańsk
Prof. Dr. Hartmut Frank, Niemcy
2002
Prof. dr hab. Jan Lasa, Kraków
Prof. Dr. Dušan Berek, Słowacja
2001
Prof. dr hab. Zygfryd Witkiewicz, Warszawa
Prof. dr hab. inż. Adam Grochowalski, Kraków
2000
Prof. dr hab. Edward Soczewiński, Lublin
Prof. dr hab. Józef Śliwiok, Katowice
Prof. Dr. Szabolcs Nyiredy, Węgry